# The End of All Things to Come
The End of All Things to Come drugi je studijski album američkog heavy metal sastava Mudvayne. Diskografska kuća Epic Records objavila ga je 19. studenoga 2002. Album je proširio zvuk prvog albuma sastava, L.D. 50, s raznovrsnijim rasponom zvukova, dinamike, raspoloženja i pjevanja.
Sastav je napisao pjesme za album u manje od mjesec dana, crpeći inspiraciju iz svoje samonametnute izolacije tijekom procesa pisanja pjesama, i stvorio zreliji zvuk koji je crpio iz utjecaja jazza i progresivnog rocka, kao i elemenata death metala i thrash metala. Snažna prodaja albuma dovela je do toga da je 2003. dobio Zlatni certifikat RIAA

## Pozadina
Album je snimljen u studiju Pachyderm u Minnesoti 2002. s producentom Davidom Bottrilom, koji je prethodno producirao albume za grupe kao što su Tool i Silverchair. Sastav je, za razliku od snimanja prethodnog albuma L.D. 50, imao vrlo malo vremena za izradu albuma. Bubnjar, Matthew McDonough, rekao je: "Imali smo svo vrijeme ovog svijeta da napišemo naš prvi album, ali za drugi smo imali oko mjesec dana. Zadivljen sam kako smo brzo došli do materijala."
Pjevač Chad Gray je rekao: "Stvaranje The End of All Things to Come bilo je vježba upravljanja rokovima sastava. Budući da smo bili na putu tako dugo i nismo htjeli čekati dulje od dvije godine između albuma, nismo imali puno vremena za stvaranje ovag izdanja. Pisali smo i vježbali četiri mjeseca, a zatim smo još četiri mjeseca potrošili na snimanje i mastering cijelog albuma. Pritisak nas je natjerao da se fokusiramo umjesto da odustanemo." Stvaranjem naslovnice albuma, Mudvayne se nadao stvoriti svoj "crni album".

## Glazbeni stil
MTV je rekao da The End of All Things to Come proizlazi iz utjecaja nekoliko stilova, uključujući death metal, progresivni rock, jazz metal i klasični rock pun harmonije. AllMusic opisao je zvuk na albumu kao "standardni heavy metal thrash" sličan zvuku Metallice. MTV je usporedio stil albuma sa sastavima kao što su King's X, Pantera i Tool, govoreći o glazbi kao o "metalu s više tekstura nabijenom prog-rock pomacima"
Tijekom procesa pisanja pjesama za album, sastav se namjerno izolirao radi inspiracije. Album je proširio zvuk L.D. 50 sa širim rasponom riffova, tempa, raspoloženja i pjevanja. Matthew McDonough opisao je pjesme na albumu kao "još čudnije" od onih na L.D. 50, a također vjeruje da je album zreliji.

## Popis pjesama
Tekstovi i glazba: Mudvayne. 
| 1.    | »Silenced«                       | 3:01 |
| 2.    | »Trapped in the Wake of a Dream« | 4:41 |
| 3.    | »Not Falling«                    | 4:04 |
| 4.    | »(Per)version of a Truth«        | 4:41 |
| 5.    | »Mercy, Severity«                | 4:55 |
| 6.    | »World So Cold«                  | 5:40 |
| 7.    | »The Patient Mental«             | 4:38 |
| 8.    | »Skrying«                        | 5:39 |
| 9.    | »Solve et Coagula«               | 2:49 |
| 10.   | »Shadow of a Man«                | 3:55 |
| 11.   | »12:96:24:99«                    | 0:11 |
| 12.   | »The End of All Things to Come«  | 3:01 |
| 13.   | »A Key to Nothing«               | 5:07 |
| 52:22 |                                  |      |

## Recenzije
The End of All Things to Come 2003. dobio je Zlatni certifikat RIAA
Pozitivne recenzije stigle su od Entertainment Weeklyja, koji ga je smatrao "ugodnijim za korištenje" od L.D. 50, Launch.com, koji rekao je da "Dok sastav napada stvari velikom brzinom, a pjevač Chud para svoj grkljan u pravilnim intervalima, uvijek težak prateći album sadrži stvarne melodije i zrele teksture koje čine krajnju transformaciju sastava u progresivni rock sastav gotovo neizbježnim"  i MTV-a, koji je opisao album kao "mješavinu Pantere, Voivoda i Toola koja izaziva ožiljke, s mrvicu King's X".
Daily News Journal također je albumu dao pozitivnu recenziju, pišući: "The End of All Things to Come bilježi Mudvaynea u trenutku kada je sastav pronašao svoj glas i samopouzdano korača."
Mješovita recenzija stigla je iz stranice AllMusic, koja je pisala: "Glazbenici još uvijek izbacuju standardni heavy metal thrash à la Metallica kako bi podržali Chüdove nihilističke izjave, obično pjevane u bijesnom urliku," od Blendera, koji je napisao, "Kraj je prilično običan - strogi, ratoborni riffovi i vokali koji zvuče kao da pjevač Chud grglja rastopljenu lavu,"  i Rolling Stone, koji je napisao: "Uživajte u izvanzemaljskoj preobrazbi sastava; mnogo je zabavnije od glazbe."  Negativna recenzija pojavila se u Spinu, u kojoj je jednostavno stajalo: "Ne."

## Zasluge
| Mudvayne - Chüd – vokal - Güüg – gitara, vokal - Spüg – bubnjevi - Rü-D – bas-gitara | Ostalo osoblje - David Bottrill – produkcija, inženjer zvuka, miks, snimanje - Brent Sigmeth – inženjer zvuka (asistent) - Aimee Macauley – umjetnički smjer - Nitin Vadukul – fotografije |